# سوام
 السامة  من الخشاش ما يسم ولا يبلغ أن يقتل سمه كالعقرب والزنبور فهي اسم فاعل والجمع سوام مثل دابة ودواب.